# Kuunkuiskaajat
Kuunkuiskaajat — фінський фолк-гурт, утворений в 2008 році. Назву гурту можна перекласти як Ті, що говорять пошепки з місяцем.

## Євробачення
У національному відборі в Фінляндії на конкурсі Євробачення 2010 в Норвегії Kuunkuiskaajat отримали перемогу з піснею «Työlki Ellaa», представивши свою країну на цьому конкурсі.

## Дискографія
- Kuunkuiskaajat (2009)

## Дивись також
- Варттина